# Bosnisch-herzegowinischer Fußball-Cup 2018/19
Der bosnisch-herzegowinische Fußballpokal 2018/19 (in der Landessprache Kup Bosne i Hercegovine) wurde zum 25. Mal ausgespielt. Sieger wurde der FK Sarajevo, der sich im Finale gegen den NK Široki Brijeg durchsetzte.
In der 1. Runde und im Achtelfinale fand nur ein Spiel statt, ab dem Viertelfinale gab es in jeder Runde je ein Hin- und Rückspiel. War ein Elfmeterschießen nötig, geschah dies ohne vorherige Verlängerung. Der Sieger qualifizierte sich für die zweite Qualifikationsrunde zur UEFA Europa League 2019/20.

## Teilnehmende Mannschaften
Für die erste Runde waren folgende 32 Mannschaften sportlich qualifiziert:
| Premijer Liga 12 Vereine der Saison 2018/19 | Erste Liga FBiH 8 Vereine der Saison 2018/19                                                                                     | Erste Liga RS 6 Vereine der Saison 2018/19                                                                              |
| FK Radnik Bijeljina FK Krupa na Vrbasu NK Široki Brijeg NK GOŠK Gabela FK Mladost Doboj-Kakanj HŠK Zrinjski Mostar FK Željezničar Sarajevo (TV) FK Sarajevo FK Tuzla City FK Sloboda Tuzla NK Čelik Zenica FK Zvijezda 09 | NK Bosna Visoko FK Goražde FK Igman Konjic NK Metalleghe-BSI FK Rudar Kakanj NK TOŠK Tešanj NK Zvijezda Gradačac FK Velež Mostar | FK Alfa Modriča FK Borac Banja Luka FK Kozara Gradiška FK Rudar Prijedor FK Slavija Sarajevo OFK Sloga Gornje Crnjelovo |
| 1. Kantonsliga 1 Verein der Kantonsliga 2018/19 | Zweite Liga FBiH 3 Vereine der Saison 2018/19                                                                                    | Zweite Liga RS 2 Vereine der Saison 2018/19                                                                             |
| - Kanton Tuzla FK Mladost Kikači | - Staffel Süd FK Kis Buturović Polje - Staffel Zentrum NK Moševac NK Svatovac Poljice                                            | - Staffel West FK Sloga Doboj - Staffel Ost FK Leotar Trebinje                                                          |

## 1. Runde
Die Spiele fanden am 19. September statt. Der FK Kis Buturović Polje bekam ein Freilos, da der FK Sloga Doboj noch vor der Auslosung zurückzog.
| Datum                 |                            | Ergebnis              |                         |
| --------------------- | -------------------------- | --------------------- | ----------------------- |
| 19.09.2018, 16:30 Uhr | FK Igman Konjic            | 0:2 (0:1)             | FK Rudar Prijedor       |
| 19.09.2018, 16:30 Uhr | FK Zvijezda '09            | 1:0 (0:0)             | FK Mladost Doboj-Kakanj |
| 19.09.2018, 16:30 Uhr | FK Kozara Gradiška         | 1:4 (0:2)             | FK Radnik Bijeljina     |
| 19.09.2018, 16:30 Uhr | FK Velež Mostar            | 0:1 (0:0)             | FK Sarajevo             |
| 19.09.2018, 16:30 Uhr | NK Moševac                 | 1:1 (0:0) (3:4 i. E.) | FK Rudar Kakanj         |
| 19.09.2018, 16:30 Uhr | FK Tuzla City              | 0:0 n. V. (2:4 i. E.) | HŠK Zrinjski Mostar     |
| 19.09.2018, 16:30 Uhr | FK Zvijezda 09             | 1:0 (0:0)             | FK Mladost Doboj-Kakanj |
| 19.09.2018, 16:30 Uhr | FK Alfa Modriča            | 1:3 (0:0)             | FK Borac Banja Luka     |
| 19.09.2018, 16:30 Uhr | NK Metalleghe-BSI          | 0:1 (0:0)             | FK Sloboda Tuzla        |
| 19.09.2018, 16:30 Uhr | OFK Sloga Gornje Crnjelovo | 4:0 (2:0)             | FK Slavija Sarajevo     |
| 19.09.2018, 16:30 Uhr | NK Pobjeda Tešanjka        | 1:3 (1:1)             | NK Zvijezda Gradačac    |
| 19.09.2018, 16:30 Uhr | NK Celik Zenica            | 1:2 (0:1)             | FK Krupa                |
| 19.09.2018, 16:30 Uhr | NK TOŠK Tešanj             | 3:0 (1:0)             | FK Goražde              |
| 19.09.2018, 16:30 Uhr | NK Bosna Visoko            | 1:2 (0:0)             | NK GOŠK Gabela          |
| 19.09.2018, 16:30 Uhr | FK Mladost Kikači          | 3:2 (1:0)             | FK Leotar Trebinje      |
| 19.09.2018, 19:30 Uhr | NK Široki Brijeg           | 2:0 (1:0)             | FK Željezničar Sarajevo |

## Achtelfinale
Die Spiele fanden am 3. Oktober 2018 statt.
| Datum                 |                      | Ergebnis              |                            |
| --------------------- | -------------------- | --------------------- | -------------------------- |
| 03.10.2018, 15:30 Uhr | NK TOŠK Tešanj       | 4:0 (1:0)             | NK GOŠK Gabela             |
| 03.10.2018, 15:30 Uhr | FK Rudar Kakanj      | 0:0 (2:4 i. E.)       | FK Sarajevo                |
| 03.10.2018, 15:30 Uhr | NK Zvijezda Gradačac | 2:0 (0:0)             | FK Zvijezda 09             |
| 03.10.2018, 15:30 Uhr | FK Mladost Kikači    | 2:2 (2:0) (4:5 i. E.) | OFK Sloga Gornje Crnjelovo |
| 03.10.2018, 15:30 Uhr | FK Rudar Prijedor    | 2:2 (0:1) (2:3 i. E.) | FK Kis Buturović Polje     |
| 03.10.2018, 16:30 Uhr | FK Borac Banja Luka  | 2:2 (0:0) (5:4 i. E.) | FK Radnik Bijeljina        |
| 03.10.2018, 17:00 Uhr | HŠK Zrinjski Mostar  | 1:1 (0:0) (4:2 i. E.) | FK Krupa                   |
| 03.10.2018, 18:30 Uhr | FK Sloboda Tuzla     | 1:1 (1:1) (4:5 i. E.) | NK Široki Brijeg           |

## Viertelfinale
Die Hinspiele fanden am 27. Februar und 5. März 2019 statt, die Rückspiele am 13. März 2019.
|                            | Gesamt    |                        | Hinspiel  | Rückspiel |
| -------------------------- | --------- | ---------------------- | --------- | --------- |
| NK Zvijezda Gradačac       | 1:6       | NK TOŠK Tešanj         | 0:2 (0:1) | 1:4 (0:2) |
| FK Sarajevo                | 2:0       | HŠK Zrinjski Mostar    | 1:0 (1:0) | 1:0 (0:0) |
| NK Široki Brijeg           | 3:1       | FK Borac Banja Luka    | 2:1 (2:1) | 1:0 (1:0) |
| OFK Sloga Gornje Crnjelovo | (a)3:3(a) | FK Kis Buturović Polje | 1:1 (0:1) | 2:2 (2:1) |

## Halbfinale
Die Hinspiele fanden am 3. April 2019 statt und die Rückspiele wurden am 10. April 2019 gespielt.
|                            | Gesamt |                | Hinspiel  | Rückspiel |
| -------------------------- | ------ | -------------- | --------- | --------- |
| OFK Sloga Gornje Crnjelovo | 1:9    | FK Sarajevo    | 1:4 (0:3) | 0:5 (0:1) |
| NK Široki Brijeg           | 3:0    | NK TOŠK Tešanj | 2:0 (1:0) | 1:0 (1:0) |

## Finale

### Hinspiel
| Paarung          | FK Sarajevo – NK Široki Brijeg |
| Ergebnis         | 3:0 (2:0) |
| Datum            | 8. Mai 2019 um 18:00 Uhr |
| Stadion          | Stadion Asim Ferhatović Hase, Sarajevo |
| Zuschauer        | 5.500 |
| Schiedsrichter   | Dragan Petrović |
| Tore             | 0:1 Amar Rahmanović (9.) 2:0 Rifet Kapić (39.) 3:0 Nihad Mujakić (90.+3') |
| FK Sarajevo      | Vladan Kovačević – Anel Hebibović, Darko Lazić, Nihad Mujakić, Emir Halilović (88. Amer Dupovac) – Milos Stanojević, Ljuban Crepulja – Rifet Kapić (74. Krste Velkoski), Amar Rahmanović, Benjamin Tatar – Mersudin Ahmetović (Aladin Sišić) Cheftrainer: Husref Musemić |
| NK Široki Brijeg | Luka Bilobrk – Josip Barisić (46. Dino Corić), Dominik Kovacić, Bernardo Matić, Stipo Marković – Ante Hrkac (46. Mateo Marić), Ivan Enin – Josip Corluka, Mario Babić, Dražen Bagarić (70. Mato Stanić) – Stipe Jurić Cheftrainer: Goce Sedloski                         |
| Gelbe Karten     | keine – Dražen Bagarić, Stipe Jurić, Mateo Marić |

### Rückspiel
| Paarung          | NK Široki Brijeg – FK Sarajevo |
| Ergebnis         | 1:0 (1:0) |
| Datum            | 15. Mai 2019 um 17:00 Uhr |
| Stadion          | Pecara-Stadion, Široki Brijeg |
| Zuschauer        | 2.200 |
| Schiedsrichter   | Elvis Mujić |
| Tore             | 1:0 Dražen Bagarić (23.) |
| NK Široki Brijeg | Luka Bilobrk – Dino Corić (80. Marin Popović), Dominik Kovacić, Bernardo Matić, Stipo Marković – Mario Babić (28. Mato Stanić), Ivan Enin – Josip Corluka, Mateo Marić (77. Zvonimir Vukoja), Stipe Jurić – Dražen Bagarić Cheftrainer: Goce Sedloski                          |
| FK Sarajevo      | Vladan Kovačević – Anel Hebibović (56. Halid Sabanović), Darko Lazić, Nihad Mujakić, Emir Halilović (65. Almir Bekić) – Rifet Kapić (75. Aleksandar Sofranac), Numan Kurdić – Benjamin Tatar, Amar Rahmanović, Krste Velkoski – Mersudin Ahmetović Cheftrainer: Husref Musemić |
| Gelbe Karten     | Dominik Kovacić, Bernardo Matić, Zvonimir Vukoja – Rifet Kapić, Benjamin Tatar |
| Platzverweise    | keine – Numan Kurdić |